# Giacomo Orefice
Pour les articles homonymes, voir Orefice.
Giacomo Orefice est un compositeur italien de la période romantique né le 27 août 1865 à Vicence et mort le 22 décembre 1922 à Milan.
Il étudie avec Alessandro Busi et Luigi Mancinelli au Conservatoire Giovanni Battista Martini de Bologne, et devient plus tard professeur de composition au Conservatoire Giuseppe-Verdi (Milan).

## Compositions

### Opéras
- L'oasi (1885)
- Mariska (1889)
- Consuelo (1895), d'après le roman Consuelo de George Sand. Le rôle-titre a été créé par Cesira Ferrani, qui créa l'année suivante Mimí dans La Bohème de Puccini.
- Il gladiatore (1898)
- Chopin (1901)
- Cecilia (1902)
- Mosè (1905)
- Pane altrui (1907)
- Radda (1912, d'après la nouvelle Makar Chudra de Maxime Gorky)
- Il castello del sogno (pas représenté)

### Musique orchestrale
- Symphonie en ré mineur
- Sinfonia del bosco
- Anacreontiche (4 mouvements : Ad Artemide, A Faune, Ad Eros, A Dionisio)
- Concerto pour violoncelle
- La Soubrette (ballet, 1907)

### Musique de chambre et musique solo
- Riflessioni ed ombre (quintette)
- Trio avec piano
- 2 sonates pour violon
- Sonate pour violoncelle

Piano
- Preludi del mare
- Quadri di Böcklin
- Crespuscoli
- Miraggi

Mélodies
- Plusieurs mélodies

## Sources
- (en) Cet article est partiellement ou en totalité issu de l’article de Wikipédia en anglais intitulé « Giacomo Orefice » (voir la liste des auteurs).
- Grove's Dictionary of Music and Musicians, 5e édition, 1954.
- Theodore Baker et Nicolas Slonimsky (trad. de l'anglais par Marie-Stella Pâris, préf. Nicolas Slonimsky), Dictionnaire biographique des musiciens [« Baker's Biographical Dictionary of Musicians »], t. 2 : H-O, Paris, Robert Laffont, coll. « Bouquins », 1995 (réimpr. 1905, 1919, 1940, 1958, 1978), 8e éd. (1re éd. 1900), 4 728 p. (ISBN 2-221-06787-8), p. 3 045